# Сан Поло ди Пјаве
Сан Поло ди Пјаве (итал. San Polo di Piave) је насеље у Италији у округу Тревизо, региону Венето.
Према процени из 2011. године у насељу је живело 2945 становника. Насеље се налази на надморској висини од 29 m.

## Становништво
Према резултатима пописа становништва 2011. у општини је живело 4.929 становника.
| 1931. | 1936. | 1951. | 1961. | 1971. | 1981. | 1991. | 2001. | 2011. |
| ----- | ----- | ----- | ----- | ----- | ----- | ----- | ----- | ----- |
| 4.699 | 4.670 | 4.701 | 4.044 | 3.766 | 3.812 | 4.053 | 4.536 | 4.929 |